# Дикий Театр
Дикий театр (англ. Wild Theatre) — український незалежний театр, створений 2016 року театральною менеджеркою Ярославою Кравченко. Базується у місті Київ.
Театр спрямований на провокацію та відвертий діалог із глядачем. Головний вектор — створення гостро соціальних, радикальних вистав. Залучення молодих художників, режисерів, акторів, композиторів, перекладачів, відеомейкерів. Вистави створюються за творами сучасних українських та зарубіжних авторів. Експериментує у формі драматичного та імерсійного театру.
Не має постійної бази, вистави проводяться на багатьох локаціях, зокрема на Сцені 6, в Центрі Леся Курбаса, Національному цирку, на сцені Київської малої опери, Театру Франка, в клубах Атлас, Sentrum, Freedom, Heaven, а також не театральних майданчиках — в Київському зоопарку, в Коледжі олімпійського резерву.
Вистави можуть психологічно травмувати, мають вікові обмеження.

## Історія
У січні 2021 на базі Дикого театру відкрилась театральна «Дика школа», що навчає початківців акторській майстерності, сценічній мові, пластиці, роботі в кадрі, написанню драматургії. [джерело?]

## Репертуар театру
1. 2015, червень — вистава-концерт «JOY DIVISION»; реж. Ксенія Оніщенко, прод. Ярослава Кравченко[2][3]
2. 2016, 10 лютого — «Вій 2.0.» Наталки Ворожбит; реж. Максим Голенко, худ. Федір Александрович, комп. Дмитро Данов, продюсер Ігор Білиць[4] (прем'єра вистави відбулася 24 квітня 2014 у театральному центрі «Пасіка» при Києво-Могилянській академії групою студійців в Білиць-Арт центрі. У 2016 році передана в прокат «Дикого театру», де зіграна на офіційному відкритті театру 10 лютого 2016 року[5])
3. 2016 — «Попи Мєнти Бабло Баби» Віктора Понізова за мотивами п'єси «Герцогиня Мальфі» Джона Вебстера; реж. Максим Голенко, худ. Федір Александрович, комп. Дмитро Данов, продюсер Ігор Білиць[6]
4. 2016, квітень — «Бити/Любити» за романом «Венера в хутрі» Л. фон Захер-Мазоха, реж. Антоній Ходоровський
5. 2016-2019 (квітень — жовтень) — «Теж дикі» — проєкт з підтримки і популяризації незалежних театрів. В період з квітня по жовтень 2016 року в Києві були показані проєкти незалежних театрів з регіонів, яких за певними ознаками і радикальністю можна було б назвати «Дикими:
  1. «Дівка» (Театр Коломійцева)
  2. «Вівісекція» (Театр Коломійцева)[7]
  3. «Сон смішної людини» (одеський театр на Чайній)
  4. «Білохалатність» (Черкаський театр)[8]
  5. «Game Zone» (хореографічна постановка)
  6. «Гамлет» (Dollmen)[9]
  7. «Іфігенія» (Dollmen)
  8. «Гарна Вистава» (Тати Бударіної)
  9. «Антон і Наташа» (Харківський театр «Прекрасні квіти») 2019
6. 2016, червень — «Бути знизу» Юлії Тупікіної; реж. Юлія Мороз, худ. Євгенія Чайковська, прод. Ярослава Кравченко[10][11][12]
7. 2016, 17 грудня — «Афродизіак» незалежний продюсерський проєкт прод. Ірма Вітовська-Ванца, Віталій Ванца, Михайло Бондаренко; реж. Максим Голенко, реж. по пластиці Олексій Скляренко, худ. Олеся Головач, маркетинговий і рекламний супорт - Дикий театр [13][14][15][16]
8. 2017, лютий — «Том на фермі» Мішеля Марка Бушара (переклад Ростислав Нємцев); реж. Павло Ар'є, худ. Артем Мокренець, комп. Лєна Ребрик, прод. Ярослава Кравченко, Олексій Ананов [17][18][19][20]
9. 2017, травень — «ZOO» (вистава-променад) за мотивами п'єси «Що трапилось у зоопарку» Е. Олбі; реж. Євгенія Відіщева[21][22][23]
10. 2017, червень — «Віталік» Віталія Ченського; реж. Максим Голенко, худ. Олеся Головач, Олена Овраменко, прод. Ярослава Кравченко [24][25]
11. 2017, жовтень — «KILL» за мотивами п'єси «Покоївки» Ж. Жене, реж./худ./прод. Яша Гудзенко
12. 2017, грудень — «О ДВА» за п'єсою «Кисень» Івана Вирипаєва; реж. Влада Бєлозоренко, худ. Юлія Заулична, прод. Ярослава Кравченко [26]
13. 2018, 20 січня — «Гей-парад» Ігоря Білиця, реж. Олексій Доричевський, худ. Тая Карась, прод. Олексій Жмурко[27][28][29]
14. 2018, 15 лютого — «Кицюня» за п’єсою «Лейтенант з острова Інішмор» М. Макдони; реж. Максим Голенко, худ. Маша Хомякова, комп. Дмитро Данов, прод. Ярослава Кравченко[30]
15. 2018, 26 червня — «Галка Моталко» Н. Ворожбит; реж. Анна Александрович, прод. Ярослава Кравченко [31][32]
16. 2018, 29 червня — «Ла-Ла-Лай-Но» за мотивами п'єси «Геркулес та Авгієві стайні» Ф. Дюрренматта; реж. Олексій Доричевський, худ. Тая Карась, прод. Ярослава Кравченко[33]
17. 2018, 5 листопада — «Асексуали» за п'єсою «Клас Бенто Бончева» М. Курочкіна[ru] (переклад Роман Гардашук); реж. Ігор Білиць, худ. Тая Карась, відео Микола Марусик, прод. Ярослава Кравченко [34][35]
18. 2018, 10 листопада — «Ми всі дорослі люди»[36] за п’єсою «Історії буденного шаленства» Петра Зеленка (переклад Галина Клічак); реж. Катерина Башкіна, прод. Олексій Жмурко
19. 2018, 29 листопада — «Жінко, сядь» (похідна версія назви — «Юля сядь») за п’єсою «Любов сильніша» Наталі Блок; реж. Максим Голенко, худ. Юлія Заулична[37][38][39][40]
20. 2019, 16 травня — «Поліамори» за п’єсою Наталі Блок; реж. Максим Булгаков, худ. Юрій Ларіонов
21. 2019, 26 травня — «Спіймати Кайдаша» імерсійна вистава в Мистецькому Арсеналі  за п’єсою Наталки Ворожбит; реж. Максим Голенко, куратор Наталя Сиваненко, худ. Олеся Головач
22. 2019, 12 липня — імерсійна вистава «Рентген»; куратор Наталя Сиваненко, автори: Наталя Сиваненко, Ярослава Кравченко, Олександр Клімов, прод. Ярослава Кравченко
23. 2019, 30 серпня — «Кайдаші 2.0.» Н. Ворожбит; реж. Максим Голенко, худ. Юлія Заулична, куратори: Наталя Сиваненко, Олександр Клімов, прод. Ярослава Кравченко, створено за підтримки Український культурний фонд[41][42][43][44][45][46][47][48][49]
24. 2019 вересень — «Коли опускаються руки»; реж. Наталка Сиваненко, спецпроєкт в рамках "TEDxYouth@Kyiv"[50]
25. 2019 жовтень — «Річ Річ»[51] Лєна Лягушонкова за мотивами Шекспіра; реж. Дмитро Захоженко, худ. Маша Хомякова, прод. Володимир Заєць
26. 2019, 25 листопада — «Шрами», тексти опрацювала Кіра Малініна, реж. Наталя Сиваненко, худ. Олеся Головач, прод. Ярослава Кравченко, проєкт створено спільно з ООН Жінки в Україні, реалізовано в рамках всесвітньої кампанії 16 Днів активізму проти ґендерно зумовленого насильства, яка починається 25 листопада, в Міжнародний день ліквідації насильства щодо жінок, і триває до 10 грудня, Дня прав людини.[52][52][53][54]
27. 2019 грудень — «Акула» за мотивами Д. Мемета; реж. Станіслав Мойсеєв, худ. Володимир Карашевський[55][56]
28. 2019, 29 грудня — казка-мюзикл «Синя Борода»[57][58][59] автори: Ілля Пелюк, Марія Ряпулова; реж., музика: Ілля Пелюк, худ. Альона Овраменко, Даря Халіна, прод. Олексій Ананов, Ярослава Кравченко
29. 2020, 13 березня — «Механічний апельсин», Лєна Лягушонкова за мотивами Берджерса; реж. Максим Голенко, худ. Юлія Заулична, прод. Ярослава Кравченко
30. 2020, 24 травня — zoom-вистава «Лабрадор», за п’єсою Віталія Ченського «Як позбутися тіла собаки у неділю ввечері»; реж. Наташа Сиваненко, актори: Наталка Кобізька, Рустам Гімадієв, Олексій Доричевський, Анна Абрамьонок, Олег Коркушко
31. 2020, 31 травня — zoom-вистава «Борщі», за п’єсою “Весілля обов’язкове” драматургині Вєсти Гунченко ; реж. Олексій Доричевський, актори Аліна Скорик, Катерина Шенфельд, Павло Кружнов, Роб Фельдман, Лариса Семиразуменко, Євген Марковський, Інна Бульботько
32. 2020, 16 червня — «Червоне, чорне і знову червоне» автори «Піратська бухта»; реж. Максим Голенко, худ. Юлія Заулична, прод. Ярослава Кравченко. Прем'єра відбулась у музеї живої історії "Мамаєва Слобода" просто неба
33. 2020, 25 вересня — «Ображені. Білорусь(сія)» «Дикий театр» та «Мистецький Арсенал» представили спільний проєкт: читку п’єси білоруського драматурга Андрія Курейчика. Проєкт здійснений в рамках міжнародної акції солідарності митців з білорусами #supportbelarustheatre; реж. Максим Голенко, худ. Юлія Заулична, прод. Ярослава Кравченко. Актори: Віталій Ажнов, Римма Зюбіна, Валерія Ходос, Олександр Ярема, Катерина Башкіна, Вова Гладкий, а також музикант і вокаліст Андрій Хливнюк (Бумбокс). Відео вистави знаходиться у відкритому доступі
34. 2020, 4 жовтня — «Поки що люди», автор Павло Ар'є, реж. Наталка Сиваненко, кураторка Ярослава Кравченко. Німецько-український проєкт "Поки що люди" від Інституту дослідження театру "Шостий поверх", Дикого театру і гамбурзького театру Playstation вивчає досвід двох країн, які впроваджують автоматизовані і роботизовані системи замість людського ресурсу. Чи дійсно може робот бути кращим за людину, куди мають подіти себе люди, чиї професії — помирають? Проєкт за підтримки партнерської програми «Культура для змін» Українського культурного фонду та програми «MEET UP! Німецько-українські зустрічі молоді» Фонду «Пам‘ять, відповідальність та майбутнє» (EVZ).
35. 2020, 25 листопада — «Нові Шрами», художньо-документальна вистава, тексти опрацювали Кіра Малініна і Маруся Ряпулова, реж.Наталя Сиваненко, худ. Олеся Головач, прод. Ярослава Кравченко, проєкт створено спільно з ООН Жінки в Україні, реалізовано в рамках всесвітньої кампанії 16 Днів активізму проти ґендерно зумовленого насильства, яка починається 25 листопада, в Міжнародний день ліквідації насильства щодо жінок, і триває до 10 грудня, Дня прав людини.
36. 2021, 14 лютого «Тіндер Злий» — ігрова вистава-спіддейтинг, авторка ідеї і кураторка Ярослава Кравченко, реалізація проєкту Наталка Кобізька, Олексій Доричевський
37. 2021, 8 березня — «Нові шрами» — аудіовистава на Мегого
38. 2021, 25 травня — «Квіти для Елджернона» за мотивами роману Деніела Кіза., Адаптація роману Роб Фельдман, Валерія Федотова, Режисерка Валерія Федотова, художниця Юлія Заулична, музика Роман Халаімов, Продюсерка Ярослава Кравченко[60]
39. 2021, 17 липня — «Карбід» — вистава за мотивами роману Андрія Любки, інсценізація Ігор Білиць, режисер Олексій Доричевський, продюсер Олексій Жмурко
40. 2021, 23 жовтня — музична вистава «Антрацит» — партнерський проєкт ГО «Точка опори»[61][62] Автор і режисер Павло Юров
41. 2021, 10 грудня — «Жуй. Ковтай» — перша прем'єра Дикої школи. До вистави увійшли чотири п'єси: «Кури-гриль» текст Аркадій Непиталюк, режисерка Наталка Сиваненко, «Не всихуй» текст Поліна Положинцева, режисерка Анна Александрович, «Зефірка» текст Олександр Клімов, режисерка Наталка Сиваненко, «Бабка» текст Анна Стефанська, режисери Наталка Гарна, Олександр Клімов
42. 2021, 14 грудня — аудіо вистава «Кайдаші 2.0» в рамках проєкту Радіотеатр на Українському радіо
43. 2023, 17 серпня — «Піна днів» [63]— Олексій Доричевський за мотивами роману Бориса Віана, режисерка Наталка Сиваненко, художник Андрій Фішер, продюсерка Ярослава Кравченко
44. 2024, 12 січня — «Тренди твіттеру» — автор Слава Юшков, режисер Слава Юшков, композитор/ка INOYSON, куратор Сергій Важинський, продюсерка Ярослава Кравченко
45. 2024, 14 листопада — «Тіні» — автор Артем Афян, режисерка Ніка Літкевич, художниця Маша Хомякова, продюсери Олег Кохан, Ярослава Кравченко
46. 2025, 4,5 лютого — «Худну з пн»  мюзикл про жінок плюс сайз — авторка Ольга Мацюпа на основі документальних історій, режисерка, авторка ідеї Ярослава Кравченко, художниці Маша Хомякова, Рая Ідрісова, композитор Арсеній Маланушенко, хореограф Антон Вахліовський. Проєкт реалізовано за підтримки Українського жіночого фонду
47. 2025, 15 лютого — «Зомбі» — автор Олександр Клімов, режисер Дмитро Усов, художниця Олеся Головач, композитор Дмитро Данов, хореограф Антон Вахліовський, продюсерка Ярослава Кравченко
48. 2025, 25 травня — «Володар мух» — за мотивами роману Вільяма Ґолдінга, режисер Іван Шаран, художниця Рая Ідрісов, грим. костюми Євгенія Слободяник, продюсерка Ярослава Кравченко

## Нагороди
1. Спеціальна премія за енергійність творчих пошуків «Київська Пектораль»[64], 2017 р.
2. Вистава "Том на фермі", премія фестивалю "Східний ExPress", 2017 р.
3. Вистава "Вій 2.0." Номінації  "Краща вистава","Краща режисура", "Краще музичне оформлення" на фестивалі "Мельпомена Таврії", 2016[65]
4. Вистава "Віталік". Топ-10 кращих київських вистав 2017 за версією критиків "Київський рахунок"
5. Вистава "Віталік". Краща вистава камерної сцени 2017 року, фестиваль-премія GRA
6. Вистава "Кицюня". Топ-10 кращих київських вистав 2018 за версією критиків "Київський рахунок"
7. Вистава "Кицюня". Номінант на премію Краща драматична вистава великої сцени 2018 року, фестиваль-премія GRA
8. Вистава "Синя казка". Номінант на премію Краща драматична вистава для дітей 2019 року, фестиваль-премія GRA
9. Вистава "Кайдаші 2.0." Номінації  "Кращий акторський ансамбль" на фестивалі "Мельпомена Таврії", 2020
10. Вистава "Вій 2.0." увійшла в список КРАЩІ УКРАЇНСЬКІ ВИСТАВИ 2000-х за версією критиків "Київський рахунок"
11. Вистава "Кицюня" увійшла в список КРАЩІ УКРАЇНСЬКІ ВИСТАВИ 2000-х за версією критиків "Київський рахунок"

## Цитати про театр
«Дикий театр» в сезоне — важный ньюсмейкер. Он же – символ рождения новых театральных организмов. Естественно, некоторые из них выживут, иные — растворятся. Хорошо, что процесс пошел, рождая театр новый: злой, хороший, «дикий», разный.
Олег Вергелис gazeta.zn.ua
Я хочу жить рядом с осознанными людьми, которые отпущенное им время проживают, а не сливают. И культура — один из самых сильных инструментов в достижении этой сознательности. Но если на ТВ я снимала то, что требовал формат, то в «Диком» мы говорим о том, что важно и лично мне, и команде. Люди, которые работают над проектом, несут в него свои знания, желания, эмоции — и мы создаем взрывоопасные смеси.
Ярослава Кравченко, засновниця Дикого театру, Детектор медіа
«Зараз одними з представників молодої театральної гвардії є Павло Ар'є  і Ярослава Кравченко. Вони поступово закладають нові тенденції, співпрацюють і залучають людей до театральної тусовки. Але в цей час реалізувати весь потенціал не так просто. Це стосується підготовки глядача до нової драматургії, нових форм і дослідження тем. Це не повний список задач».
Надія Стефурак, головний редактор Teatrarium.com, театрознавець.
«Візитівкою формації „Дикий театр“ стали відсутність пафосу, моралізування та удаваної цноти. Це театр, який спустився з „трибуни“, вийшов з „храму“ і перейшов на „ти“ з глядачем».
Анастасія Гайшенець, журналіст, театральний критик, головний редактор журналу «Український Театр».
«Її вистава вийшла за рамки „просто вистави“. А спровокувала навіть „бунт“ феміністок. Отже, вперше в професійному театрі — тема фемінізму».
Олег Вергеліс, редактор відділу культури DT.ua про виставу «Бути знизу».